# إسرائيل إبشتاين
إسرائيل إبشتاين (20 أبريل 1915) صحفي ومؤلف صيني مجنس. وكان واحدًا من بين الأجانب القلائل من ذوي الأصول غير الصينية الذين أصبحوا أعضاء في الحزب الشيوعي الصيني. ترأس تحرير مجلة الصين اليوم حتى وصل لسن السبعين. حصل على تكريمات عدة من القادة الصينيين.